# خارپشت‌های گوش‌کوتاه
خارپشت‌های گوش‌کوتاه (نام علمی: Erinaceus) نام یک سرده از زیرخانواده جوجه‌تیغی است. چهار گونه اصلی در این سرده وجود دارد. محل زیست این گروه قاره اروپا، خاورمیانه، بخش‌هایی از روسیه و شمال چین می‌باشد. برخی از جوجه تیغی‌های اروپایی این سرده به‌طور غیرطبیعی به نیوزیلند وارد شده و به صورت گونه مهاجم و آفت درآمده و سبب مشکلاتی شده‌اند.

## گونه‌ها
- خارپشت آمور (Erinaceus amurensis)
- خارپشت سینه‌سفید (Erinaceus concolor)
- خارپشت اروپایی (Erinaceus europaeus)
- خارپشت سینه‌سفید شمالی (Erinaceus roumanicus)